# Función de orden superior
En matemáticas y ciencias de la computación  funciones de orden superior  son funciones que cumplen al menos una de las siguientes condiciones:
1. Tomar una o más funciones como entrada
2. Devolver una función como salida

En matemática estas funciones se llaman operadores o  funcionales. Ejemplo de funciones de orden superior son las operaciones derivada y antiderivada en cálculo; puesto que tanto sus argumentos como sus resultados pueden ser otras funciones no constantes.
En Informática se pueden crear en numerosos lenguajes de programación, pero son particularmente frecuentes en los que incorporan el paradigma de programación funcional. Esto quiere decir que en la programación funcional las funciones son consideradas "ciudadanos" de primera clase. Pueden usarse como parámetros para otras funciones. Una función también puede ser asignada a un símbolo o variable, permitiendo la selección dinámica de una función apropiada según las circunstancias.

## Ejemplos generales
Un ejemplo simple de una función de orden superior es la función map, que toma, como argumentos, una función y una lista, y devuelve la lista formada al aplicar la función a cada miembro de la lista. Para que un lenguaje admita map, debe admitir pasar una función como argumento.